# John Kendrew

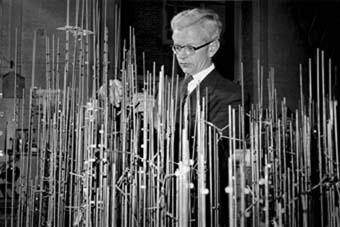
John Kendrew med en modell av myoglobin.

John Cowdery Kendrew, född 24 mars 1917 i Oxford, död 23 augusti 1997 i Cambridge, var en brittisk biokemist. 

## Biografi
Kendrew utbildade sig vid Clifton College i Bristol, kom till Trinity College i Cambridge 1936 och tog sin doktorsexamen 1939. Han tillbringade de första månaderna av andra världskriget med forskning om reaktionskinetik, och blev sedan medlem av Air Ministry Research Establishment, och arbetade med radar. År 1940 blev han engagerad i operativ forskning vid Royal Air Force högkvarter, med hederstiteln Wing Commander RAF.
Under krigsåren blev han alltmer intresserad av biokemiska problem, och bestämde sig för att arbeta med strukturen hos proteiner.
År 1945 kom Kendrew till Dr Max Perutz i Cavendish Laboratory i Cambridge och Joseph Barcroft, en andningsfysiolog, föreslog att han skulle göra en jämförande kristallografisk studie av hemoglobin hos vuxna och foster, och han började detta arbete.
År 1947 blev han stipendiat vid Peterhouse, och det medicinska forskningsrådet (MRC) gick med på att skapa en forskningsenhet för studier av den molekylära strukturen av biologiska system, under ledning av Sir Lawrence Bragg. År 1954 blev han sedan föreläsare på Davy-Faraday Laboratory vid Royal Institution i London.
År 1962 erhöll han Nobelpriset i kemi för forskning kring proteiners struktur. Kendrew ägnade sig framför allt åt myoglobin.